# Kiara Derks
Kiara Derks (* 13. März 2001) ist eine niederländische Skirennläuferin.

## Karriere
Derks gab ihr internationales Renndebüt am 14. Oktober 2017 bei einem Rennen der FIS-Entry League in Landgraaf.
Ihr erstes internationales Großereignis bestritt sie 2019 beim Europäischen Olympischen Winter-Jugendfestival in Sarajevo, wobei sie mit Rang 22 im Slalom ihre beste Platzierung erreichte.
Am 10. Januar 2023 gab Dreks beim Slalom in Flachau ihr Weltcupdebüt, wobei sie die Qualifikation für den zweiten Durchgang verpasste. Wenige Wochen danach nahm sie erstmals an Alpinen Skiweltmeisterschaften teil. Bei den Wettkämpfen in Courchevel bzw. Méribel belegte sie im Slalom den 33. Platz, im Riesenslalom wurde sie 34. 
Zu Ende des Winters sicherte sich Derks zudem ihre ersten niederländischen Meistertitel im Riesenslalom bzw. Slalom.
In der Saison 2023/24 startete Derks hauptsächlich bei Weltcuprennen, konnte sich jedoch entweder nicht für den zweiten Durchgang qualifizieren oder schied bereits im ersten Durchgang aus.
Bei den Weltmeisterschaften 2025 in Saalbach konnte Derks sich als 30. für den zweiten Durchgang qualifizieren. Sie belegte schlussendlich den 26. Platz. 

## Erfolge

### Weltmeisterschaften
- Courchevel/Méribel 2023: 33. Slalom, 34. Riesenslalom, DNQ Parallelrennen
- Saalbach-Hinterglemm 2025: 26. Slalom, DNF Riesenslalom

### Juniorenweltmeisterschaften
- Val di Fassa 2019: DNF Riesenslalom
- Narvik 2020: DNF Riesenslalom
- Panorama 2022: 13. Mannschaft, 35. Riesenslalom, DNF Slalom

### Europäisches Olympisches Winter-Jugendfestival
- Sarajevo 2019: 22. Slalom, 27. Riesenslalom

### Weitere Erfolge
- 8 Siege bei FIS-Rennen
- Niederländische Meisterin im Riesenslalom (2023)
- Niederländische Meisterin im Slalom (2023)
- Niederländische Vizemeisterin im Riesenslalom (2020)
- Niederländische Vizemeisterin im Slalom (2020)